# Ponir
Ponir su naseljeno mjesto u sastavu Grada Banje Luke, Republika Srpska, BiH.

## Stanovništvo
| Ponir              |           |
| godina popisa      | 1991.     |
| Hrvati             | 0         |
| Srbi               | 60 (100%) |
| Muslimani          | 0         |
| Jugoslaveni        | 0         |
| ostali i nepoznato | 0         |
| ukupno             | 60        |